# Roman Kajgarodow
Roman Pawłowicz Kajgarodow (ros. Роман Павлович Кайгародов; ur. 27 lutego 1995) – rosyjski biegacz narciarski, dwukrotny medalista mistrzostw świata juniorów.

## Kariera
Po raz pierwszy na arenie międzynarodowej Roman Kajgarodow pojawił się 20 listopada 2012 roku w miejscowości Wierszyna Tioi, gdzie w zawodach Pucharu Kontynentalnego zajął 57. miejsce w biegu na 10 km techniką dowolną. W 2014 roku wystąpił na mistrzostwach świata juniorów w Val di Fiemme, gdzie wspólnie z kolegami z reprezentacji zdobył brązowy medal w sztafecie, a indywidualnie zwyciężył w biegu na 10 km stylem klasycznym. Na rozgrywanych rok później mistrzostwach świata juniorów w Ałmaty zajął 20. miejsce w sprincie techniką klasyczną. Jak dotąd nie wystąpił w zawodach Pucharu Świata.

## Osiągnięcia

### Mistrzostwa świata juniorów
| Miejsce | Dzień    | Rok  | Miejscowość   | Konkurs                  | Wynik       | Strata | Zwycięzca      |
| ------- | -------- | ---- | ------------- | ------------------------ | ----------- | ------ | -------------- |
| 1.      | 2 lutego | 2014 | Val di Fiemme | 10 km stylem klasycznym  | 26:36,9 min | -      | -              |
| 3.      | 3 lutego | 2014 | Val di Fiemme | Sztafeta 4x5 km          | 53:36,6 min | +1,1 s | Norwegia       |
| 20.     | 3 lutego | 2015 | Ałmaty        | Sprint stylem klasycznym | 3:01,25 min | —      | Fredrik Riseth |